# Diócesis de Hpa-An
La diócesis de Hpa-An (en latín: Dioecesis Hpaanen(sis) y en birmano: ဖားအံသာနာကို) es una circunscripción eclesiástica latina de la Iglesia católica en Birmania, sufragánea de la arquidiócesis de Yangón. La diócesis tiene al obispo Justin Saw Min Thide como su ordinario desde el 24 de enero de 2009.

## Territorio y organización
La diócesis tiene 30 164 km² y extiende su jurisdicción sobre los fieles católicos de rito latino residentes en la casi totalidad del estado de Kayin y la mitad del estado Mon.
La sede de la diócesis se encuentra en la ciudad de Hpa-An, en donde se halla la Catedral de San Francisco Javier.
En 2019 en la diócesis existían 13 parroquias.

## Historia
La diócesis fue erigida el 24 de enero de 2009 con la bula Missionalem navitatem del papa Benedicto XVI, obteniendo el territorio de la arquidiócesis de Yangón.

## Estadísticas
De acuerdo con el Anuario Pontificio 2020 la diócesis tenía a fines de 2019 un total de 12 440 fieles bautizados.
| Año                                                                             | Población            | Población | Población      | Sacerdotes | Sacerdotes    | Sacerdotes    | Bautizados por sacerdote | Diáconos permanentes | Religiosos | Religiosos | Parroquias |
| Año                                                                             | Bautizados católicos | Total     | % de católicos | Total      | Clero secular | Clero regular | Bautizados por sacerdote | Diáconos permanentes | Varones    | Mujeres    | Parroquias |
| ------------------------------------------------------------------------------- | -------------------- | --------- | -------------- | ---------- | ------------- | ------------- | ------------------------ | -------------------- | ---------- | ---------- | ---------- |
| 2009                                                                            | 10 781               | 1 164 000 | 0.9            | 18         | 15            | 3             | 599                      |                      | ?          | 31         | 12         |
| 2012                                                                            | 8771                 | 1 196 000 | 0.7            | 22         | 22            |               | 398                      |                      | 3          | 29         | 12         |
| 2013                                                                            | 9106                 | 1 208 000 | 0.8            | 24         | 24            |               | 379                      |                      | 4          | 34         | 12         |
| 2016                                                                            | 12 121               | 1 239 269 | 1.0            | 25         | 25            |               | 484                      |                      | 8          | 32         | 13         |
| 2019                                                                            | 12 440               | 1 272 600 | 1.0            | 24         | 24            |               | 518                      |                      | 5          | 38         | 13         |
| Fuente: Catholic-Hierarchy, que a su vez toma los datos del Anuario Pontificio. |                      |           |                |            |               |               |                          |                      |            |            |            |

## Episcopologio
- Justin Saw Min Thide, desde el 24 de enero de 2009